# Juan Tarodo
Juan Antonio Tarodo Gallego (Madrid, 12 de junio de 1960 - Ibídem, 9 de mayo de 2013) fue un compositor, letrista y percusionista español. Fue batería del grupo pop Olé Olé desde 1982 hasta 1993 y posteriormente se dedicó a la producción musical.

## Olé Olé (1983-1992)
Juan Tarodo nació en Madrid en 1960. Fue uno de los miembros fundadores del grupo español de tecno pop Olé Olé, una de las bandas más exitosas en España y Latinoamérica entre el año 1983 y 1993. La formación original la integraron Juan Tarodo, Gustavo Montesano, Luis Carlos Esteban, Emilio Estecha y Vicky Larraz. En esta primera etapa editaron dos LP: "Olé Olé" (1983) y "Voy a mil" (1984) y lanzaron sencillos de gran éxito como "No controles", "Conspiración" o "Voy a mil".
En 1985 produjo por primera vez junto a Jorge Álvarez al cantante español Pedro Marín en un sencillo, “Tu serás solo mía”, que se hizo popular en discotecas y emisoras musicales. 
Dejó temporalmente la producción, hasta que se disolvió el grupo Olé Olé en 1993.
El abandono de Vicky Larraz y Luis Carlos Esteban propició el comienzo de la segunda etapa. La nueva voz fue la que en aquel entonces era la novia  de Juan Tarodo, Marta Sánchez, con la que el grupo alcanzó las más altas cotas de éxito y popularidad. El nuevo teclista fue Marcelo Montesano. En esta segunda etapa editan cuatro discos: "Bailando sin salir de casa" (1986), "Los caballeros las prefieren rubias" (1987), "Cuatro hombres para Eva" (1988) y "1990". De nuevo, el grupo consiguió que canciones como "Lilí Marlén", "Yo soy infiel" o "Soldados del amor" se convirtieran en algunos de los éxitos más populares del momento.
El abandono de Marta Sánchez propició la llegada de Sonia Santana y la tercera etapa del grupo, en la que Olé Olé grabó su séptimo disco, "Al descubierto", con el que obtuvieron éxitos como "No mueras posibilidad" o "Pero también te deseo". 
En 1993 finalizaron más de diez años de éxitos, en los que Juan Tarodo se mantuvo siempre fiel como batería de Olé Olé.

## Sus trabajos como productor musical después de Olé Olé
Una vez disuelto Olé Olé, Juan Tarodo inicia una etapa como productor musical junto a Jorge Álvarez, que había sido el productor de los discos del grupo. Desde entonces ha realizado diversas producciones para artistas españoles y latinoamericanos.
En 1996 produjeron el disco “El baile de la botella”, del músico cubano afincado en España, Joe Luciano, que fue un gran éxito, sobre todo en América, llegando al número 4 del Hot Latin Charts en EE. UU., manteniéndose 12 semanas en el Top 10 y cosechando varios discos de oro y platino en toda Latinoamérica. El álbum se grabó entre Barcelona y Miami y contó con la intervención de músicos de la Miami Sound Machine de Gloria Estefan.
Entre los proyectos que llevaron a cabo en 1997 cabe destacar la producción del proyecto “Evita Dance” y la producción del disco “El Pianista de la Rosa”, del músico argentino Aníbal Berraute, intérprete de tangos.
En 1998 se encargaron de las labores de producción del primer disco homónimo de la cantante Silvia, que incluía entre sus temas una versión del recordado “Un ramito de violetas” de Cecilia. 
1999 fue el año en que ambos productores colaboraron en el álbum debut de la cantante puertorriqueña Noelia, que popularizó el tema “Candela” en todo el ámbito de la música latina. 
En 2001 Juan y Jorge produjeron el disco “Por siempre” del conocido cantante mexicano Juan Gabriel, que fue grabado entre Miami y Barcelona. Con él, este artista celebraba sus 30 años con la misma compañía discográfica (BMG) recuperando algunos de sus grandes éxitos, todos ellos versionados y grabados de nuevo. Podemos encontrarnos desde ritmos góspel, samba brasileña hasta baladas de corte ranchero. 
En 2002 Juan y Jorge Álvarez produjeron el disco “Mil Maneras” del canario Caco Senante. Se trata de un disco grabado entre Miami, Buenos Aires, Lima, Madrid y Barcelona en el que han participado músicos habituales del equipo de Gloria Estefan y en el que Caco Senante abarca muy diversos estilos como el vallenato, el bolero o incluso el vals peruano. Contó con la colaboración de Joaquín Sabina en varios temas, con el que interpreta a dúo “Yo también sé jugarme la boca”, canción extraída como sencillo promocional. También incluía una nueva versión de “Aprendiz” de Alejandro Sanz. 
También este mismo año se encargaron de las labores de producción del disco “Champagne”, del popular cantante venezolano José Luis Rodríguez "El Puma".
Su última aparición pública fue en el programa "Que tiempo tan feliz" (Tele 5) en marzo de 2013 donde se reunieron casi todos los miembros del grupo Olé Olé para celebrar el 30 aniversario de la fundación de la banda.después de editar y publicar, junto a Jorge Álvarez, la biografía "Love pop"; broche de oro a su trayectoria que tuvo una excelente acogida por los fans.
Enfermo de leucemia desde hacía meses, falleció en la madrugada del 9 de mayo de 2013 en Madrid, según informó la Sociedad General de Autores y Editores (SGAE) en un comunicado. Sus compañeros de Olé Olé se reunieron ese mismo año para grabar un tema homenaje a Juan Tarodo, Por ser tú, interpretado a dúo por Vicky Larraz y Sonia Santana.